# Royal Copenhagen

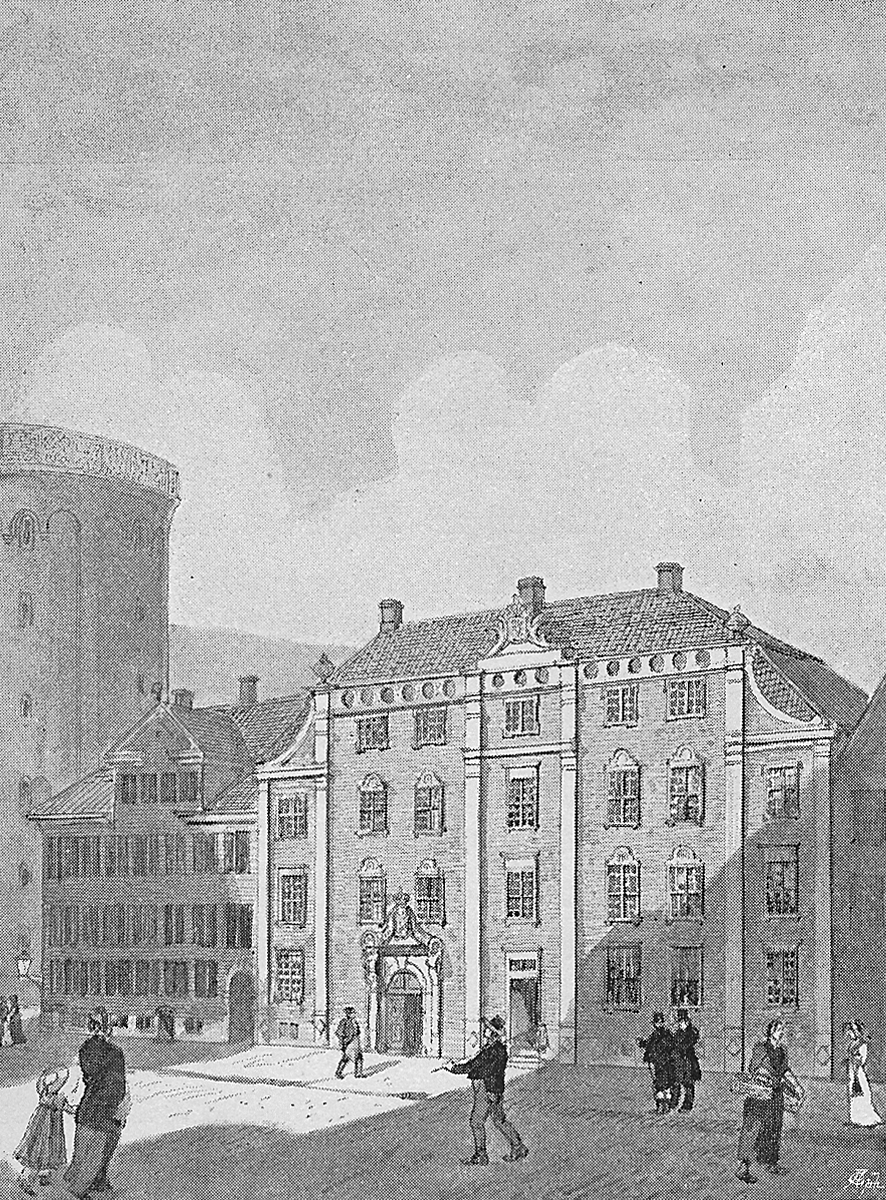
De fabriek in 1898

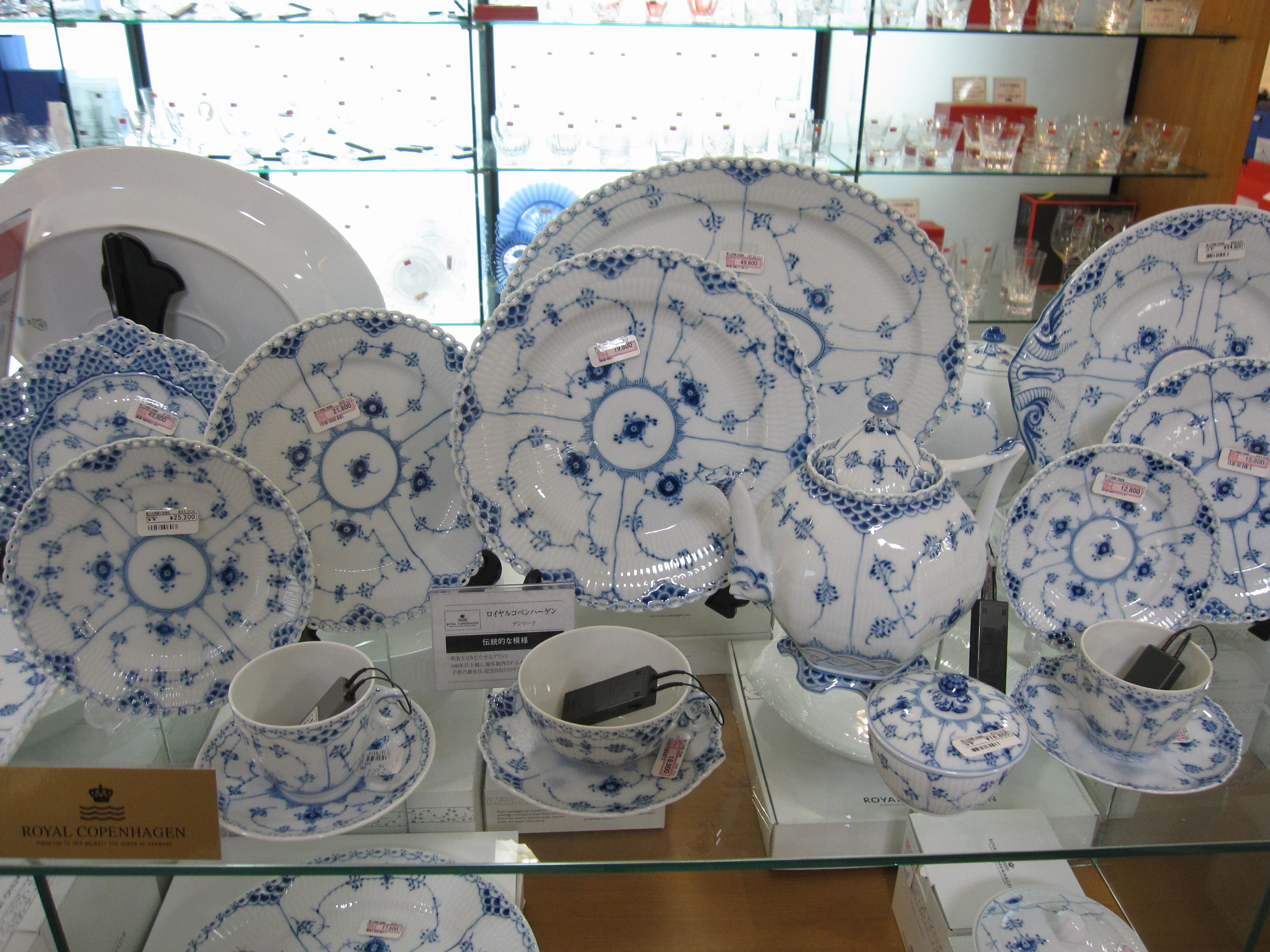
Floraal motief

Royal Copenhagen is een porseleinfabriek in Denemarken. Internationaal wordt ook de naam Royal Porcelain Factory gebruikt, in Denemarken Den Kongelige Porcelainsfabrik.

## Geschiedenis
Sinds het begin van de 17de eeuw, toen Chinees porselein in grote hoeveelheden uit het Verre Oosten kwam, raakten de Europeanen gefascineerd door de blauw-witte kleuren. In een oud postkantoor in Kopenhagen werd op 1 mei 1775 een porseleinfabriek opgericht door chemicus Frantz Heinrich Müller, die wilde proberen deze Chinese kwaliteit te evenaren.
In 1779 had de fabriek financiële problemen. Er waren te veel voorraden en er werd te weinig verkocht. koning Christiaan VII nam het bedrijf over en koningin Juliana Maria werd beschermvrouwe. Müller kreeg een monopolie om 50 jaar lang porselein te maken.  De eerste bestelling was een dinerservies voor de koninklijke familie. Het logo is de koninklijke kroon met daaronder drie blauwe golven die symbool staan voor de Sont, de Grote Belt en de Kleine Belt.
In 1780 werd op de eerste verdieping van de fabriek een winkel geopend. Een van de grote klanten was Lord Nelson, die in 1801 in Kopenhagen was na de Zeeslag bij Kopenhagen, en servies kocht voor een bedrag gelijk aan zestien jaarsalarissen van een dienstmeid. In de fabriek werkten toen ongeveer 125 mensen.
In 1790 werd in opdracht van de koning het bekend geworden florale motief Flora Danica op de markt gebracht, geïnspireerd op het boek Flora Danica waarin ruim 700 verschillende in Denemarken of Noorwegen voorkomende plantensoorten zijn opgenomen.
In het begin van de 19de eeuw werd de winkel zo verbouwd dat hij op de begane grond kwam, waarna er ook speciale exposities werden gehouden. Er werd toegang geheven, deze inkomsten gingen naar een personeelsfonds. De winkel was de trots van de stad en trok op zaterdagen ruim 1000 bezoekers.
In 1851 deed Royal Copenhagen mee aan de eerste Wereldtentoonstelling in Londen.
In 1882 werd de fabriek verkocht aan Alumnia, een aardewerkfabriek in Kopenhagen die in 1863 was opgericht. Twee jaar later werd de fabriek van Royal Copenhagen verhuisd naar Frederiksborg, waar Alumnia gevestigd was. De winkel verhuisde naar de Amagertorv 10. Royal Copenhagen nam in 1885 een nieuwe artistieke directeur in dienst. Deze Arnold Krog ontwikkelde in 1888 een porseleinen servies met op Japan geïnspireerd onderglazuurmotief. Op de Wereldtentoonstelling in Parijs werd hij hiervoor onderscheiden. De fabriek maakte hierna een glorieperiode door en opende winkels in onder meer Londen, Parijs en New York. Ook Alumnia floreerde en in 1904 werd hun aardewerk op de Wereldtentoonstelling in St. Louis onderscheiden.
De Tweede Wereldoorlog maakte het produceren moeilijker want het was niet altijd mogelijk aan goede grondstoffen te  komen. In 1944 werd Alumnia gebombardeerd.
Na de oorlog moest wat verzonnen worden om bedrijven weer op gang te helpen. Er werden meer individuele stukken verkocht in plaats van hele serviezen. In 1948 vierde Hans Meltzer het 125-jarig bestaan van Focke & Meltzer door als eerste importeur van Royal Copenhagen in Nederland te worden, waarmee de omzet boven het miljoen uitkwam.
Tot 1969 bleven beide fabrieken onder eigen naam produceren. In 1969 verdween de naam Alumnia er werd de nieuwe naam van het bedrijf Royal Copenhagen Denmark Fajance. In 1973 werd zilversmederij Georg Jensen overgenomen en in 1987 Holmegaard Glassworks. Daarna volgden nog meer overnames. Vanaf 2007 is Jensen weer zelfstandig doorgegaan.